# Mihajla Marčetić
Mihajla Marčetić (Pakrac, 30. srpnja 1961.), hrvatska pjesnikinja.

## Životopis
Rođena je 30. srpnja 1961. godine u Pakracu gdje i danas živi. Diplomirala je na Pravnom fakultetu u Zagrebu 1986. godine. Od djetinjstva piše poeziju. Do sada je objavila pjesme u sedam zajedničkih zbirka. Godine 2022. objavila je svoju prvu samostalnu zbirku poezije Trenutak u vremenu. Godinu dana kasnije 2023. godine objavljuje i svoju drugu samostalnu zbirku Putnik.